# Hleb i so
Hleb i so je tradicionalni izraz dobrodošlice koji se nudi gostima, u kulturama širom sveta. Ovaj običaj je posebno značajan u slovenskim zemljama, ali je takođe primetan u nordijskim, baltičkim, balkanskim i drugim evropskim kulturama, kao i u kulturama Bliskog istoka. Kao tradicionalni pozdrav ovaj običaj i danas je uobičajen, između ostalog, u Srbiji, Albaniji, Jermeniji, kao i među jevrejskom dijasporom. Ova tradicija je proširena i na letove u svemir.

## Pozadina
So je esencijalni nutrijent i dugo je zauzimala važno mesto u religiji i kulturi. Na primer, pominje se u Bibliji na desetine puta, uključujući i kao zavet soli. Hleb je osnovna hrana, kvasni ili beskvasni. Obično se pravi od pšenice, ali se mogu koristiti i druge žitarice. U mnogim kulturama hleb je metafora osnovnih potrepština i uslova života uopšte.

## Kulturne associjacije
Hleb i so, kao tradicionalni pozdrav, prisutan je kod nekih neslovenskih naroda — Litvanaca, Letonaca (oba na Baltiku), Rumuna, kao i nekim ugro-finskim narodima poput Karela — koji su svi kulturno i istorijski bliski svojim slovenski susedima.

### Belorusija, Rusija i Ukrajina
Kada stignu važni ili poštovani gosti, predstavi im se vekna hleba (obično korovaj) postavljena na rušnik (vezeno ritualno platno). Držač soli ili slanik se postavlja na veknu hleba ili se učvršćuje u otvor na vrhu vekne. U zvaničnim prilikama, „hleb i so“ obično predstavljaju mlade žene obučene u narodne nošnje (npr. sarafan i kokošnik).
Tradicija je iznedrila rusku reč koja izražava gostoprimstvo čoveka: хлебосоль (doslovno: „hlebno-slan“). Uopšte, reč „hleb“ se u ruskoj kulturi povezuje sa gostoprimstvom, pri čemu je hleb najpoštovanija hrana, dok se so povezuje sa dugotrajnim prijateljstvom, kao što je izraženo u ruskoj izreci „pojesti pud soli (zajedno sa nekim)”. Takođe istorijski, Rusko carstvo je imalo visok porez na so koji je so činio veoma skupom i cenjenom robom (vidi i Moskovski ustanak 1648).
Tu je i tradicionalni ruski pozdrav „Хлеб да соль!”. Frazu treba da izgovori gost koji dolazi kao izraz dobre želje prema domaćinu. Prosjaci su ga često koristili kao implicitni nagoveštaj da žele da budu nahranjeni, te je poznat i podrugljivi rimovani odgovor: Хлеб да соль — ем да свой! („Hleb i so!” — „Jedem i moje je!”).
U ruskim svadbama, tradicionalni je običaj da mladu i mladoženja nakon ceremonije dočekuje porodica, obično matrijarh, sa hlebom i solju u izvezenom platnu. Ovim se daje dobro zdravlje i sreća mladencima. U ruskoj pravoslavnoj crkvi je običaj da se episkop dočekuje hlebom i solju na stepeništu crkve kada stigne u pastoralnu posetu crkvi ili manastiru.

### Poljska
U Poljskoj, doček sa hlebom i solju („chlebem i solą“) često se povezuje sa tradicionalnim gostoprimstvom („staropolska gościnność“) poljskog plemstva (szlachta), koje se ponosilo svojim gostoprimstvom. Poljski pesnik iz 17. veka, Vespazjan Kohovski, napisao je 1674. godine: „O dobri hleb, kada se daje gostima sa solju i dobrom voljom!“ Jedan drugi pesnik koji je pomenuo običaj bio je Vaclav Potocki. Običaj, međutim, nije bio ograničen samo na plemstvo, jer su Poljaci svih staleža poštovali ovu tradiciju, oslikanu u starim poljskim poslovicama. Danas se tradicija uglavnom poštuje na dane venčanja, kada mladence po povratku sa crkvenog venčanja roditelji dočekuju hlebom i solju.

### Slovačka i Češka
Dugogodišnja tradicija Slovačke i Češke kao slovenskih zemalja je da važne posetioce dočekuju sa hlebom i solju. Primer je doček pape Franje u Bratislavi 2021. od strane predsednice Zuzane Čaputove.

### Finska, Estonija, Letonija i Litvanija
U Finskoj, Estoniji, Letoniji i Litvaniji, hleb i so su se tradicionalno davali kao simbol blagoslova za novi dom. Umesto belog hleba korišćen je tamni raženi hleb bogat vlaknima. Tradiciju još uvek održavaju manji baltički finski narodi u Istočnoj Kareliji i u Ingriji.

### Nemačka
Hleb i so se daju iz različitih razloga:
- na venčanju za trajni savez između supružnika[8]
- na useljenju u kuću da se poželi blagostanje i plodnost[9]

U severnoj Nemačkoj i Češkoj (Bohemija) hleb i so se tradicionalno stavljaju u pelene novorođenčeta.

## Običaj u Srbiji
Običaj dočekivanja gosta pogačom i solju od davnina je poznat u Srbiji. Hleb i so je tradicionalno posluženje gostiju, koje se obično nudi pre svega drugog, pri čemu se hleb koji ima značajno mesto u srpskoj tradiciji, koristi i u drugim obredima. Takvo gostoprimstvo se danas viđa uglavnom prilikom nekih svečanosti, najčešće slava, ali u planinskim predelima Srbije putnici namernici i dalje se tako dočekuju. Deo je državnog protokola, u upotrebi još od Kneževine Srbije i često se koristi za doček stranih predstavnika.
Ovaj običaj se praktikuje i kod Srba koji žive van matice.

### Tradicija i simbolika
Gosti nekada nisu bili česti i zato su rado viđeni. Pogača i so simbolizuju da će gost biti nahranjen i napojen. Sem toga, domaćini su gostima darivali i ključ, što je značilo da putnik treba da se oseća prijatno i da je njemu u toj kući sve na usluzi. Domaćin je namernika dočekivao i sa sekirom u ruci, što je značilo da će domaćin braniti gosta kao što će braniti i svoj dom i ukućane. Ponegde je bio običaj da domaćin gostu nudi i svoju ženu. Kažu da je gost mogao da bude i neprijatelj, ali je veliki greh bio ne ugostiti onog ko je prešao prag kuće.

### Poreklo običaja
Običaj dočekivanja gosta sa hlebom i solju potiče iz davnih vremena paganstva i verovanja u boga Radgosta. Radgost je bio bog gostoprimstva, veselja i putnika namernika, što govori i njegovo ime – rado viđen gost. Predstavljan je sa dve glave – jednom ljudskom, a drugom lavljom. Lavlja glava govori o starosti verovanja u ovo božanstvo, jer su lavovi nestali sa ovih prostora u vreme Aleksandra Makednosnkog. U rukama je držao sekiru, pogaču i so. Osobine boga Radgosta je objasnio istoričar religije Veselin Čajkanović. Po njemu, Sloveni su u putniku namerniku videli boga u ljudskom obliku. To znači da su Sloveni svojim gostoprimstvom ukazivali počast bogu koga je putnik namernik simbolizovao. Treba imati u vidu da su ovi običaji nastali u vreme kada su Sloveni živeli u malim zajednicama u kojima je pojava putnika koji nije iz nekog bližeg mesta bila prava retkost i izjednačavala se sa božjom posetom. Postoji priča da je u zimsko vreme bog Veles hodao zemljom i ponekad znao da zakuca na nečija vrata. Na taj način je iskušavao svoje vernike, da bi video koliko su dobri prema nepozvanom gostu. Iz straha da neočekivani putnik namernik može biti i sam Veles, narod je rado primao svakog u kuću.
Danas se ovaj običaj najčešće upražnjava tokom slave, kada se proslavlja svetac zaštitnik porodice. Neki etnolozi sveca zaštitinika povezuju sa bogovima iz slovenske mitologije, a drugi sa domovojem, duhom doma, kome su ostavljane žrtve u hrani i piću.

## Uticaj na savremenu kulturu
Ovaj običaj, koji se vezuje za tradicionalnu gostoljubivost i među balkanskim narodima, bio je inspiracija za ime makedonskog benda Leb i sol (мкд. Леб и сол), jednog od najpopularnijih bendova u nekadašnjoj Jugoslaviji.

## Literatura
- Smith, R. E. F.; Christian, David (1984). Bread and Salt: A Social and Economic History of Food and Drink in Russia. Cambridge University Press. ISBN 0-521-25812-X.